# Cantone di Mayenne-Est
Il Cantone di Mayenne-Est era una divisione amministrativa dell'arrondissement di Mayenne.
È stato soppresso a seguito della riforma complessiva dei cantoni del 2014, che è entrata in vigore con le elezioni dipartimentali del 2015.
Comprendeva parte della città di Mayenne e i comuni di:
- Aron
- La Bazoge-Montpinçon
- La Bazouge-des-Alleux
- Belgeard
- Commer
- Grazay
- Marcillé-la-Ville
- Martigné-sur-Mayenne
- Moulay
- Sacé
- Saint-Fraimbault-de-Prières